# Karl Friedrich Zöllner
Karl Friedrich Zöllner (Berlin, 1834. november 8. – Lipcse, 1882. április 25.)  német asztrofizikus, a csillagászati fotometria korszerűsítője.

## Élete
Berlinben és Bázelban fizikát és természettudományokat tanult. Berlinben főleg fotometriai problémákkal foglalkozott, és Bázel is hasonló témát kapott: galvanikusan izzított platinahuzalok fényemisszióját kellett tanulmányoznia. Doktori disszertációját a berlini egyetemen az izzó platina fényességének egzakt méréséről készítette. 1862-ben a lipcsei egyetem tanára, 1865-ben professzora lett; 1869-ben a Porosz Tudományos Akadémia tagja.

## Munkássága
Még berlini egyetemista korában úgy vélte, hogy az állócsillagok némely kémiai és fizikai tulajdonságaira következtethetünk, ha prizmával felbontjuk fényüket. Professzora, Heinrich Wilhelm Dove ezt az elképzelést imígyen torkollta le:
„Hogy mik a csillagok, nem tudjuk, és sohasem fogjuk megtudni!”
1857-ben, amikor a bécsi Császári Tudományos Akadémia másodszor is pályázatot tűzött ki minél több csillag fényességének minél pontosabb megmérésére (az első pályázat 1854-ben eredménytelen maradt), Zöllner az általa feltalált új asztrofotométerrel pályázott. Ennek korszakos újdonsága az volt, hogy a távcsövön érkező csillagfényt egy pontszerű fényforrás polarizációs prizmán áthaladó fényével hasonlították össze, így határozva meg a csillag fényességét. A műcsillag fényének erőssége állítható volt, így ki tudta használni az emberi látásnak azt a tulajdonságát, hogy pontosabban meg tudjuk becsülni, mikor azonos két pont fényessége, mint azt, hogy ha eltérőek, akkor mennyire különböznek egymástól. A mérés további javítására műszerét színkiegyenlítő feltéttel is felszerelte; a műszert kalibráló méréssorozattal ellenőrizte. Az akadémikusok a pályázatot elutasították, arra hivatkozva, hogy abban túl kevés a tényleges fényességmérés (a pályázat ismét eredménytelen lett). Zöllner azonban dolgozatára kiváló kritikát kapott a nagyhírű Astronomische Nachrichten folyóirattól. A Zöllner-féle fotométer néhány éven belül az összes, magára valamit is adó csillagvizsgáló alapműszerévé vált, mert vele a csillagok fényességét egy nagyságrenddel kisebb hibával meg lehetett határozni, mint a korábbi módszerekkel (ráadásul a mérés gyors és egyszerű volt).
A színképelemzéssel a csillag anyagi összetevői is meghatározhatóvá váltak. Az elsők között ismerte fel, hogy a csillagok Pietro Angelo Secchi által elkülönített színkép-osztályai különbözőségének oka a csillagok felszíni hőmérsékletének különbözősége. Ezt az álláspontját kísérletekkel és elméleti megfontolásokkal is alátámasztotta.
Nemcsak csillagok, de üstökösök és bolygók fényességét és színképét is vizsgálta. Különösen érdekelték a változó csillagok. Ezek változó fényerejét azzal magyarázta, hogy kihűlésük közben nagy salakfolt(ok) alakul(nak) ki felszínükön, és ezek nem sugároznak fényt — ez az elképzelése idővel tévesnek bizonyult.
Tökéletesítette a Nap észlelésére használt protuberancia-spektroszkópot. A Nap spektroszkópiai megfigyelésének egyik úttörője.
Látáselméleti kérdésekkel is foglalkozott.

## Főbb művei
1861-ben megjelentette a fotometria általános elméletét.

## Emlékezete
Róla nevezték el az általa felfedezett Zöllner-illúziót, elemeit pedig Zöllner-féle párhuzamosoknak.
- Nevét őrzi még: 
  - az általa tervezett fényességmérő műszer,
  - egy spektroszkóptípus,
  - egy földrengésjelző műszer,
  - egy holdkráter.